# De La Mix Tape: Remixes, Rarities and Classics
De La Mix Tape: Remixes, Rarities and Classics é uma compilação do grupo de hip-hop De La Soul lançada em 2004 pela Rhino Records.
| #  | Título                                                          | Duração | Participações                    | Produtor(es)                    | Notas                                            |
| -- | --------------------------------------------------------------- | ------- | -------------------------------- | ------------------------------- | ------------------------------------------------ |
| 1  | "Stakes Is High (Remix)"                                        | 4:49    | Mos Def e Truth Enola            | J Dilla                         |                                                  |
| 2  | "Oodles of O's"                                                 | 3:32    |                                  | Prince Paul                     | do álbum De La Soul Is Dead                      |
| 3  | "Trouble in the Water"                                          | 3:46    | DJ Honda featuring De La Soul    | DJ Honda                        |                                                  |
| 4  | "Piles and Piles of Demo Tapes Bi-Da Miles (Conley's Decision)" | 4:06    |                                  | De La Soul                      |                                                  |
| 5  | "I.C. Y'all"                                                    | 3:20    | Busta Rhymes                     | Rockwilder                      | do álbum Art Official Intelligence: Mosaic Thump |
| 6  | "Big Brother Beat"                                              | 3:44    | Mos Def                          | De La Soul                      | do álbum Stakes Is High                          |
| 7  | "More Than U Know"                                              | 4:25    | Prince Paul featuring De La Soul | Prince Paul                     | do álbum de Prince Paul A Prince Among Thieves   |
| 8  | "Sweet Dreams (Clean Version)"                                  | 3:27    |                                  |                                 |                                                  |
| 9  | "The Magic Number"                                              | 3:16    |                                  | Prince Paul                     | do álbum 3 Feet High and Rising                  |
| 10 | "Potholes In My Lawn (Live)"                                    | 2:36    |                                  |                                 | do álbum Live at Tramps, NYC, 1996               |
| 11 | "The Hustle"                                                    | 3:53    | Da Beatminerz                    | Da Beatminerz                   | from America Is Dying Slowly                     |
| 12 | "Itsoweezee (HOT) (De La Soul Remix)"                           | 4:38    | Yankee B                         | De La Soul                      |                                                  |
| 13 | "Stakes Is High (DJ Spinna Original Vocal)                      | 4:41    |                                  | J Dilla and DJ Spinna           |                                                  |
| 14 | "Me Myself and I (Badmarsh + Shri Remix)"                       | 4:02    |                                  | Prince Paul and Badmarsh + Shri |                                                  |